# Parahormius trilineatus
Parahormius trilineatus är en stekelart som först beskrevs av William Harris Ashmead 1889.  Parahormius trilineatus ingår i släktet Parahormius och familjen bracksteklar. Inga underarter finns listade i Catalogue of Life.